# Spider City – Stadt der Spinnen
Spider City – Stadt der Spinnen (Originaltitel: Spiders 3D) ist ein amerikanischer Tierhorror- und Trashfilm aus dem Jahr 2013 um einen Befall der New Yorker U-Bahn durch mutierte Spinnen, die nach einem Unfall mit Weltraumschrott in die Stadt gelangen.

## Handlung
Spider City – Stadt der Spinnen handelt von einem Befall von mutierten Spinnen in der New Yorker U-Bahn, die nach einem Unfall im All mit einem Stück Weltraumschrott auf die Erde und in die U-Bahn gelangen. Er beginnt damit, dass die im All treibende und von Spinnen bewohnte Raumkapsel von einigen Meteoriten getroffen und ein Teil von ihr auf die Erde geschleudert wird. Dort schlägt sie auf und bricht bis in einen U-Bahnschacht durch. Ein Mitarbeiter der U-Bahn versucht, die dadurch erfolgte Störung zu inspizieren und wird von einer der frei gekommenen Spinnen gebissen. Er stirbt auf dem Weg zurück in den U-Bahnhof, indem er geschwächt auf die stromführende Schiene fällt. Bei der späteren Obduktion werden in seinem Körper Spinneneier gefunden, die der Bahnchef Jason seiner Frau Rachel gibt, die bei der Gesundheitsbehörde arbeitet und sie untersuchen lassen soll. Kurz darauf werden die Tunnel untersucht und man stößt auf eine Obdachlosensiedlung, bei der alle Bewohner tot sind und Spinneneier enthalten. In diesem Bereich leben bereits zahlreiche Spinnen, die gemeinsam begonnen haben, ein großes Netz für ihre Königin zu bauen.
Das US-Militär beginnt die Untersuchung unter Leitung von Colonel Jenkins und dem russischen Wissenschaftler Dr. Darnoff. Es stellt sich heraus, dass die Spinnen in einem geheimen russischen Militärprojekt aus der DNA einer Spinne in einem eingefrorenen Raumschiff gezüchtet und ins All verbracht wurden. Unter der Behauptung, eine Virusepidemie sei ausgebrochen, übernehmen die Militärs die Gegend und stellen sie unter Quarantäne, die Tochter von Rachel und Jason, Emily, wird unter Hausarrest gehalten und bewacht. Derweil suchen die Militärs die Eier aus dem ersten Opfer, bei denen sich das Ei der Königin befindet, und finden es bei Rachel. Sie wird überfallen und die Eier werden gestohlen und zu Colonel Jenkins gebracht, der es zu den mittlerweile stark gewachsenen Spinnen bringen lässt. Diese schwärmen in die umliegenden Gebiete und Straßenzüge aus und überfallen die Soldaten, zugleich sabotieren sie die Kameras und entziehen sich und ihre Königin der Beobachtung. Jason und Rachel versuchen gemeinsam, ihre Tochter zu suchen und zu befreien und werden von Militärs gefangen genommen. Nach einem Spinnenangriff, bei dem auch Jenkins getötet wird, werden sie von Dr. Darnoff befreit und können fliehen, derweil bricht die riesige Königin der Spinnen durch die Straßendecke und tötet Darnoff. Ihre Tochter finden die beiden später von der Königin eingespinnt im U-Bahn-Tunnel. Auf der Flucht vor den Spinnen gelingt es Jason, die Riesenspinne mit Hilfe eines U-Bahnzuges zu töten, indem er sie damit aufspießt und gegen eine Gasanlage rasen lässt. Die Explosion tötet dabei vermeintlich alle Spinnen in der U-Bahn, den drei Hauptpersonen gelingt jedoch rechtzeitig die Flucht. Im Abspann sieht man eine einzelne Spinne, die sich in einer Ampel versteckt hat.

## Hintergrund
Der Film wurde von Millennium Films vom September bis Dezember 2010 produziert. Laut moviepilot.de hat der ungarische Regisseur Tibor Takács „ein Faible für mutierte Tiere: Zu einigen seiner vorherigen Versuche zählen Mega Snake, Ice Spiders und Rats – Mörderische Brut.“ Sein bekanntester Film war Gate – Die Unterirdischen aus dem Jahr 1987, in dem eine Gruppe Kinder unabsichtlich ein Dämonenportal öffnet.
Am 8. Februar 2013 wurde Spiders in den Vereinigten Staaten veröffentlicht, er hatte am 22. Februar 2013 seine DVD-Premiere. Am 4. April 2013 wurde er beim Brussels International Fantastic Film Festival gezeigt, beim Night Visions Film Festival in Finnland war er am 12. April 2013 zu sehen. Der Film wird auf netflix gezeigt.

## Kritiken
„Monsteraction. In New Yorker U-Bahn-Tunneln nisten sich Spinnen aus dem Weltall ein. Ein Stück Weltraumschrott kracht auf New York. Bald geschieht Unheimliches in den U-Bahn-Tunneln: In übel zugerichteten Bahnbeamten und Obdachlosen finden sich Spinneneier. Aus ihnen schlüpfen echte Prachtexemplare, die von "Grenzen des Wachstums" noch nie gehört haben… Look und Action sind okay, aber Spinnenvölker mit Königinnen? Im All, oder? Fazit: Spinnerte Story der groberen Webart“

„Es ist kein schlechter Genrevertreter, dass der Funke trotzdem nicht richtig überspringen will, liegt hier vor allem an der etwas müden, grauen Optik. Die Spinnen sind trotz eines kurzen Hängers im Mittelteil im Verlauf häufig in verschiedenen Größen zu sehen. Der Genrefan kann also einmal reinschauen, wenn man viel CGI mag.“

„Spiders 3D ist ein recht epischer Monsterspaß, der den klassischen Trash-Stoff der Riesenspinne wieder aufgreift, wie zum Beispiel bei den Klassikern Tarantula, Angriff der Riesenspinne und zuletzt Arac Attack im Jahr 2002. Trash-Experte Tibor Takács (Rats, Erdbeben, Nostradamus, Black Hole) verfilmte dabei ein Skript von Joseph Farrugia (Baby Face Nelson). Die Hauptrollen spielen Patrick Muldoon (Zeit der Sehnsucht, Melrose Place), Christa Campbell (The Mechanic, Drive Angry) und William Hope (Aliens, Hellraiser 2, The Saint).“